# Guerra de los Dioses (cómic)
La Guerra de los Dioses (War of the Gods en inglés) fue una miniserie de cómics de cuatro números publicada por DC Comics en 1991.
Principalmente centrado en el personaje Mujer Maravilla, esta historia fue pensada para celebrar el 50 aniversario del personaje. Fue escrito y dibujado por George Pérez, quien dejaría el título de Mujer Maravilla (volumen 2) siguiendo esta historia con el número #62.

## Prólogo
Como se muestra en los números de la Wonder Woman (volumen 2) #51-57, después de que las Amazonas se anunciaran al mundo en el número #50, Circe ha estado detrás de las escenas observando todos los movimientos de Diana. Circe es responsable de una serie de asesinatos brutales que han ocurrido en los que se han robado varios artefactos. Las amazonas son acusadas por estos crímenes y la histeria pública se alza contra ellas. Con la desaparición de la reina Hipólita, la general Phillipus herida por disparos y la muerte de Hellene, algunas amazonas son detenidas. Steve Trevor es forzado por el general George Yedziniak para que este ataque a Temiscira; una guerra inminente está a punto de comenzar.

## Historia
En todo el mundo, los dioses antiguos de repente comienzan a tratar de destruir la Tierra y los uno a los otros. Mientras los antiguos Dioses romanos libran la guerra con los Dioses olímpicos, los egipcios, africanos, Nórdicos, Babilónicos y Thanagarianos quieren recrear el mundo en sus propias imágenes y atacar a los superhéroes que se interponen en su camino. Desconocido para ellos, la hechicera Circe fue quien los ha llevado a luchar entre sí, para poder destruir a la diosa de la Tierra Gaea. Circe reclutó la ayuda de las Amazonas de Bana-Mighdall que deseaban tomar a Temiscira como propia, así como al Dr. Konrad Kaslak, quien le robó varios artefactos místicos. Circe también tuvo la cooperación de Eris, la intrigante hija de Ares. Circe usó los artefactos para agitar el fuego infernal rojo que cubría el mundo entero, a través de los artefactos, ella fue capaz de espolear a los dioses para poder comenzar la guerra. El hechizo también fue lo suficientemente poderoso como para afectar incluso a los Nuevos Dioses de Nuevo Génesis y Apokolips. Con la amenaza de que la Mujer Maravilla la detenga, Circe se asegura de que tenga las manos ocupadas luchando contra el Capitán Maravilla, quien se encontraba bajo la influencia de los Dioses Romanos, antes de que él destruya a los Dioses Griegos. Al Hijo de Vulcano originalmente se le pidió que fuera el campeón del Dios Romano, pero él lo rechazó.
Mientras tanto, Black Adam recluta al Escuadrón Suicida para ayudarlo a lanzar un ataque contra la fortaleza de Circe. La pelea lleva a Circe a Temiscira, donde después de un enfrentamiento mata a la Mujer Maravilla al convertirla en arcilla. Mientras esto sucede, el nuevo olimpo se traslada a la Tierra, donde termina amenazando a la Tierra y a toda la existencia. Los superhéroes convencen a los dioses de cada mitología para que depongan sus armas y se unan a ellos para enfrentar al verdadero enemigo que los manipula, revelado a los dioses como Circe. Después de que el Capitán Maravilla es liberado de la influencia de los dioses romanos y la Mujer Maravilla vuelve a la vida, Gaia recupera su fuerza y la lucha se conduce a Circe. En la batalla, Circe es llevada del Olimpo a la Tumba de Cronos donde se enfrenta a Mujer Maravilla y Donna Troy. Utilizando el Talismán, Circe (que está disparando energía a la Mujer Maravilla, mientras que esta lo canaliza en el material dimensional del traje de Donna) se absorbe y, a su vez, su poder falla haciendo que su cuerpo envejezca y muera rápidamente, lo que a su vez libera el alma incorpórea de Hécate. Hécate intenta tomar posesión de Diana, pero es destruida por el Lazo de la Verdad. Al final, la Guerra de los Dioses finalmente ha terminado, pero a costa de las vidas de Hermes, Eris, el Hijo de Vulcano y Harmonia, así como de la propia Circe (aunque ella volvería más tarde por medios desconocidos). Hermes y Eris también regresaría más tarde, aunque brevemente durante el mandado de Phil Jiménez como escritor y artista en Wonder Woman.

## Wonder Woman #62
En el número #62 fue el último número de la serie de Wonder Woman de George Pérez, ya que el eslogan de la portada dice: An Era Ends for... Wonder Woman (Una Era Termina para ... Mujer Maravilla en español). Este no se publicitó como una secuela de War of the Gods, pero se lleva a cabo y se publicó después del final del evento.
La Reina Hipólita y la Mujer Maravilla, madre e hija, se abrazan por lo maravillosas que resultaron las cosas al final. Las Amazonas reconstruyen su hogar y ahora tienen hermanas y hermanos del "Mundo del hombre". El mundo anunció una disculpa por culpar a las amazonas ya que Temiscira es un aliado tan grande que el mundo lo necesita. La misma inocencia va para Steve, ya que se reveló que no actuó bajo sus propias acciones, sino bajo la obligación del general Yedziniak. Las Amazonas caídas yacen y se encienden en un ritual ya que los caídos ahora pueden ir en su último viaje al Más Allá. Mujer Maravilla va al hospital militar donde la General Philippus se está recuperando, y ayuda con hierbas para curarla. Más tarde, Mujer Maravilla se reúne con Julia Kapatelis para la graduación de Vanessa, donde lo que se dice en la graduación es el mismo en Temiscira y el mundo: el futuro que les aguarda está a punto de dar el primer paso para comenzar el nuevo viaje.
William Messner-Loebs comenzaría su carrera en la serie con Wonder Woman Special #1, seguido del número #63.

## Las disputas de George Pérez con DC
En el momento de esta historia, George Pérez tenía problemas editoriales que causaban problemas y problemas al escribir la trama incluso desde sus inicios. Sintió que DC Comics no estaba haciendo lo suficiente para celebrar el aniversario de Mujer Maravilla que a su vez promocionaría la historia. Además, DC no planificó la historia para la distribución del quiosco, sino solo para las tiendas minoristas. Originalmente, el último número iba a tener que casarse con Steve Trevor y Etta Candy, un evento que había estado construyendo desde que se relanzó la serie. DC lo detuvo para que el siguiente escritor que siguiera a Pérez, William Messner-Loebs, lo hiciera en su lugar. Debido a esto, Pérez se separaría de DC por varios años.

## Cruce con otros títulos
Además de los problemas de Pérez con la promoción del crossover, también hubo problemas editoriales, que involucraron el próximo crossover Armageddon 2001 lo que causó cambios de última hora en los títulos y personajes y personajes que estaban involucrados. Se agregó un número adicional del Capitán Átomo y el último número de Hawk y Dove después de que se produjeron materiales promocionales y se enviaron a los minoristas, Justice League Europe #31 no se marcó como parte del cruce y numerosas partes se enviaron tarde y fuera de servicio.
- Parte 1: War Of The Gods #1
- Parte 2: Wonder Woman Vol.2 #58
- Parte 3: Superman: The Man of Steel #3
- Parte 4: Hawkworld #15
- Parte 5: Starman #38
- Parte 6: L.E.G.I.O.N. #31
- Parte 7: Hawk y Dove #28 (no anunciado originalmente como parte del crossover)
- Justice league America #55
- Parte 8: Captain Atom #56 (no se anunció originalmente como parte del crossover, no está cubierto, el número de parte no está en la portada)
- Parte 9: Doctor Fate #32
- Parte 10: Flash Vo.2 #55
- Parte 11: Wonder Woman Vol.2 #59
- Parte 12: Doctor Fate #33
- Parte 13: War Of The Gods #2
- Parte 14: Justice League Europe #31 (no se incluye la portada como parte del cruce, número de parte que queda fuera de portada: Thor, Loki y Baldur aparecen, resolviendo el hilo de la trama en la parte 13)
- Parte 15: Batman #470
- Parte 16: Hawkworld #16
- Parte 17: Animal Man #40
- Parte 18: Captain Atom #57
- Parte 19: Wonder Woman Vol.2 #60
- Parte 20: Escuadrón Suicida #58 (etiquetado erróneamente como Parte 19 en la portada)
- Parte 21: War Of The Gods #3 (número de parte dejado fuera de portada)
- Parte 22: The Demon #17
- Parte 23: New Titans #81 (números #78 y #79, aunque no están etiquetados como parte del cruce, representan el secuestro de Donna Troy en el nuevo olimpo)
- Parte 24: Wonder Woman Vol.2 #61
- Parte 25: War Of The Gods #4 (número de parte que queda fuera de la portada de algunas ediciones)

## Carta de George Pérez a la Mujer Maravilla
La página final de Wonder Woman #62 presenta una carta de Pérez dirigida a la propia Mujer Maravilla:

Querida princesa Diana,

Solo quería hacerte saber lo agradecida que estaba de que me permitieras documentar tus aventuras, y es una gran tristeza que ahora deba anunciar mi retiro de la serie Wonder Woman.
Aprendí mucho estos últimos años y me gustaría pensar que soy una mejor persona por haber seguido tus aventuras y espero haber hecho justicia con tus hazañas.
Como sucede tan a menudo en la vida, es hora de avanzar para comenzar a trabajar en ese nuevo capítulo del libro de la vida (una imagen recurrente que notará en mi último número). Los dejo en las manos capaces de un tal William Messner- Loebs, acerca de quien tal vez quiera preguntarle a su nuevo amigo, el Dr. Fate, y la talentosa Jill Thompson.
Bueno, eso es todo para mí. Me alegro de que tus problemas actuales hayan terminado y espero que tus problemas actuales sean menos peligrosos. En su línea de trabajo, sé que parece poco probable, pero no hay nada de malo en esperar.

Cuídate, princesa Diana. Y como dijeron en Themyscira: La Gloria de Gea estará contigo.